# Абу Абдаллах I
Абу Абдаллах I Мухаммад ібн Абу Хамму Муса (араб. أبو عبد الله محمد الأول بن أبي حمو موسى الثاني; д/н — 3 березня 1411) — 14-й султан Держави Заянідів в 1401—1411 роках.

## Життєпис
Син султана Абу Хамму II. У 1401 році за підтримки Маринідів повалив свого брата Абу Мухаммада I. Втім не було повернуто трон іншому братові Абу Заяну II, що був вірним васалом Маринідів. Можливо, на той час вважався померлим, хоча фактично це сталося 1403 року.
Протягом панування зберігав вірність Маринідам. Також дотримувався мирних відносин з усіма сусідами. Залагодив конфлікти з племенами. Намагався відновити господарство й розбудовувати міста. Був відомий своєю пристрастю до науки та мистецтв. Повернув Тлемсену славу наукового й літературного центру.
Помер 1411 року. Йому спадкував небіж Абд ар-Рахман.